# 요한복음 14장
요한복음 14장은 신약성경 중 요한의 복음서의 열네번째 장을 의미한다. 예수의 십자가형과 성령에 대한 예언이 이어진다. 예수는 토마, 필립보, 그리고 유다 타대오의 물음에 답한다.

## 떠났다 오리라
예수는 13장에서 시작한 이야기를 이어간다. 요한복음 13장에 그대로 이어지는 내용인데도 장이 구분된 것에 대해 아쉬움을 표하는 신학자들도 있다. 예수는 "너희는 두려워하지 말라"고 하는데, 벵엘은 여기서 "너희"가 아니라 단수인 "너"가 맞다고 이야기한다. 1절의 후반부는 개역개정판에서는 "하나님을 믿으니 나를 믿으라"고 적고, 새번역 성경과 공동번역성서에서는 "하나님을 믿고 나를 믿으라"고 적힌다. 아우구스티누스와 벵엘은 모두 공동번역성서와 마찬가지로 명령문이 맞다고 주장했다. 다만 불가타역은 이를 명령문이 아닌 개역개정판처럼 해석했다. 이처럼 "믿으니"로 해석한 사람은 에라스무스, 마르틴 루터, 세바스찬 카스텔리오, 테오도르 드 베즈, 장 칼뱅, 휴고 그로티우스 등이 있다.
예수는 떠나서 제자들이 있을 곳을 마련하겠다고 한다. 거처 등으로 해석될 수 있는 μοναὶ의 사용에 대해 많은 논의가 이루어졌다. 라스타파리 운동은 여기서 차용해 라스파타리의 집이라는 개념을 만들었고, 아우구스티누스와 토마스 아퀴나스는 2절의 "거할 곳이 많다"는 것에 그 종류가 다양하여 이후 천국에서 받을 상급이 서로 다르다고 해석했는데, 특히 아퀴나스는 요한의 묵시록 21장 2절의 내용도 이와 같은 맥락으로 읽었다.
3절에서 거처를 예비하면 다시 오겠다고 하는데, 이 때 다시 오겠다는 구절은 원래 현재시제로 쓰여져있어 다시 온다고 해석해야한다. 너희를 데려다가 나와 같이 있겠다고 한 부분은 다양하게 해석될 수 있는데, 부활, 죽음, 또는 교회 내에서 영적으로 계시는 것, 마지막날에 재림하시는 것 등으로 해석된다. 찰스 엘리콧은 이를 두고 영적으로 제자들 가운데 계시는 것으로 해석하는 것이 가장 바람직하다고 말했다.

## 길과 진리와 생명
예수에게 세 명의 제자들이 각각 질문을 던진다. 사도 토마는 "주님이 어디로 가시는지도 모르는데 어떻게 그 길을 알겠나이까?"라고 묻는다. 이는 제자들이 물리적으로 예루살렘을 정복하고 이스라엘 왕국을 회복시키는 메시아를 믿고 있었던 까닭이다. 이어 예수는 "나는 길이요 진리요 생명"이라고 대답하는데, 이 때 길이라는 표현은 이후 사도행전 9장과 19장에서 초대 교회를 나타내는 표현으로도 사용되었다. 이어 너희가 나를 알았으니 아버지도 알게 될 것이라고 말하는데, 이 때 예수를 안다에 사용된 단어는 관찰하여 알았다는 의미이고, 하나님을 안다에 사용된 단어는 비추인 모습으로 안다는 뜻이다.

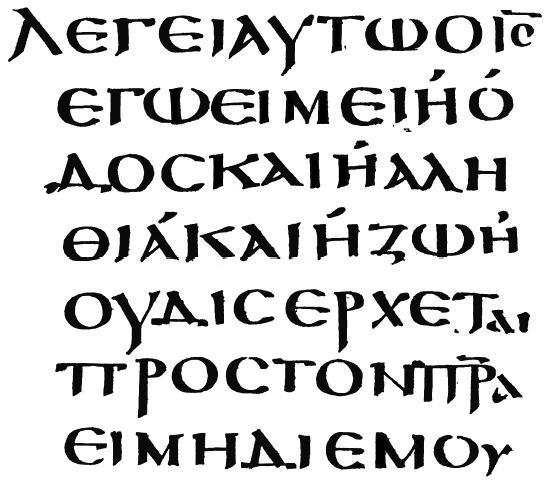
6세기 사본에 등장하는 "길이요 진리요 생명이니"

루마니아 아라드 군의 휘장

요한복음 1장 46절에서 나타나엘로 소개된 필립보는 아버지를 보여달라고 부탁하는데, 아직도 예수가 보여주지 않은 표징이 있다고 믿었던 것이다. 예수는 첫 번째 제자들 중 한명인 필립보에게 자신이 너희와 그토록 오래 있었음에도 모르느냐고 묻는다. 11절부터 예수는 복수형 동사를 사용하며 믿으라(πιστεύετέ)고 말한다. 필립보가 아닌, 나머지 제자들에게 이야기하는 것이다. 예수는 이전에 요한복음 5장과 요한복음 10장 등에서 표징을 신성의 증거로 삼았는데, 12절에서는 자기를 믿으면 더 큰 일도 할 수 있을 것이라고 말한다. 루터교 신학자인 해롤드 불스는 더 큰 일이라 한 것은 이방인에게 복음이 전파된 것을 의미한다고 해석했다.

## 기도
이후 예수는 내 이름으로 구하는 것은 무엇이든지주겠다고 말한다. 비잔티움 제국의 수도승인 에우티모스 지가베노스는 이 약속이 견진성사에서 되풀이된다고 해석한다. 불스는 "그러면 아들로 말미암아 아버지께서 영광받으시리라"고 하였으므로 하나님의 영광을 위해, 예수의 이름으로 구하는 것들을 이루어주겠다는 의미라고 말했다.

## 예수의 평화
예수는 성령을 보혜사로 보내리라고 이야기한다. 예수는 장의 마지막에서 자기가 떠났다 다시 올 것임을 재차 말한다. 그리고 아버지의 계획을 따르고 실천해야 하기 때문에 제자들과 대화를 나눌 시간이 정말로 얼마 남지 않았다고 말한다. 예수는 만찬을 나눈 다락방을 떠날 준비를 한다. 이후 18장의 내용과도 이어지는데, 이러한 까닭에 15장부터 17장까지의 내용을 두고 방을 아직 나가기 전에 나눈 대화라거나, 올리브산에 오르는 도중에 나눈 담화로 해석하는 사람들도 있다.

## 같이 보기
- 예루살렘